# Heidemarie Hatheyer
Heidemarie Hatheyer (* 8. April 1918 in Villach, Österreich-Ungarn als Heide Maria Pia Nechansky; † 11. Mai 1990 in Zollikon, Schweiz) war eine österreichische Schauspielerin.

## Leben
Heidemarie Hatheyer, geboren aus Diskretionsgründen in einem Villacher Sanatorium als Heide Maria Pia Nechansky, das Kind einer außerehelichen Verbindung der in Klagenfurt ansässigen Eltern Maria Helene  Nechansky (geborene Feucht; * 9. Juni 1890 in Wien) und des Industriellen Paul Hatheyer (* 9. Oktober 1889 in Klagenfurt), wuchs als „Adoptivtochter“ ihrer später miteinander verheirateten Eltern im „Hatheyer-Haus“ am Heuplatz in Klagenfurt neben der vom Großvater Paul Hatheyer gegründeten Seifenfabrik auf. Im Geburtsbuch von Villach-St. Jakob wurde zunächst der am 11. Mai 1877 in Orth geborene Hugo Peter Nechansky, Hauptmann im k.u.k. Infanterieregiment Nr. 17, als Vater eingetragen. Dieser hatte, damals noch im Rang eines Oberleutnant im K.u.k. Infanterieregiment Nr. 58, die Maria Feucht am 28. Jänner 1911 in Wien-St. Elisabeth geheiratet.
Nach einem Erlass der Kärntner Landesregierung vom 15. April 1922 hat das Landesgericht Wien mit Urteil vom 20. Oktober 1919 erkannt, dass das Kind Heide Maria Pia als unehelich geboren anzusehen ist. Paul Hatheyer hat sich daraufhin am 29. August 1921 beim evangelischen Pfarramt in Klagenfurt als Vater der Heide Maria Pia erklärt und die Eintragung seines Namens in die Geburtsmatriken ausdrücklich verlangt. Nach Scheidung von Hugo Nechansky, der während des Ersten Weltkriegs in russische Kriegsgefangenschaft geraten war, nachdem er davor bereits als tot gemeldet worden war, hatte die Mutter am 25. Juni 1920 Paul Hatheyer geehelicht. Am 8. April 1921 wurde die spätere Heidemarie in der evangelischen Kirche in Klagenfurt vom damaligen evangelischen Pfarrer Robert Johne auf den Namen Heide Maria Pia getauft.
Statt nach der Reifeprüfung die eigentlich beabsichtigte Journalistenlaufbahn einzuschlagen, nahm sie Schauspielunterricht bei Anna Kainz in Wien und begann, nachdem sie als Kind bereits in einer Zwergenrolle im nahen Stadttheater Klagenfurt aufgetreten war, ihre Bühnenlaufbahn an einem Wiener Kabarett am Naschmarkt. Mit einer kleinen Mohrenrolle an der Seite von Zarah Leander in Ralph Benatzkys Operette Axel an der Himmelstür am nahen Theater an der Wien nahm sodann eine außerordentliche Schauspielkarriere ihren Anfang. Bereits im Jahr darauf brachte Otto Falckenberg sie an die Münchner Kammerspiele, wo sie großen Erfolg als Anuschka in Richard Billingers Stück Der Gigant und als Johanna in George Bernard Shaws Heiliger Johanna hatte. Im Jahr 1942 wurde sie von Gustaf Gründgens an das Preußische Staatstheater Berlin engagiert.
Für den Film wurde Hatheyer von Luis Trenker für seinen Film um die Matterhorn-Erstbesteigung Der Berg ruft (1938) entdeckt. Es folgten dann vor allem 1940 Die Geierwally, als die sie berühmt wurde, und Der große Schatten (1942), in dem sie eine schwangere Theaterunschuld verkörperte. Hatheyer stand 1944 auf der Liste der unersetzlichen Schauspieler.
Problematisch wurde für Hatheyer die Mitwirkung bei dem nationalsozialistischen Propagandafilm Ich klage an (1941), in dem sie die Rolle der hoffnungslos kranken Hanna Heyt spielte. Bei dem Film Wolfgang Liebeneiners handelt es sich um ein über zwei Stunden langes, tückisch-infames, weil sehr suggestiv inszeniertes Plädoyer für die als humane Sterbehilfe getarnte Euthanasie, das, versehen mit den Prädikaten „künstlerisch besonders wertvoll“ und „volksbildend“, massenwirksam die „Vernichtung lebensunwerten Lebens“ als nützlich für die „Volksgemeinschaft“ propagierte. Hatheyers Spiel war derart angelegt, dass der Zuschauer, angerührt durch ihr Leid, sich mit ihrem Todeswunsch identifizieren oder ihm doch aus Mitleid zustimmen konnte. Damit wurde auch ihre Tötung durch den Ehemann verständlich gemacht.
Nach 1945 wurde Hatheyer durch die Alliierte Militärkommission mit einem Drehverbot von 4 Jahren belegt, da man sie der „indirekten Mittäterschaft“ an den Massenmorden des Dritten Reichs bezichtigte. Nach ihrer Erklärung, sie sei zu ihrer Rolle der unheilbar Kranken gezwungen worden, erhielt sie kein völliges Berufsverbot: Ihr wurde gestattet, weiterhin am Theater zu arbeiten, und es folgten Hauptrollen im Bayerischen Staatsschauspiel und an der Kleinen Komödie in München sowie Verpflichtungen ans Thalia Theater in Hamburg, ans Renaissance-Theater in Berlin und ab 1952 zu Gastspielen am Berliner Schillertheater. Während Liebeneiner, der Regisseur des bis heute nicht allgemein zugänglichen Films, bereits 1947 ohne Auflagen entnazifiziert wurde, erfolgte die Aufhebung von Heidemarie Hatheyers Drehverbot erst zwei Jahre später.
Sie konnte in den 1950er- und 1960er-Jahren dann auch wieder an ihre früheren filmischen Erfolge anknüpfen, etwa in Boleslaw Barlogs Nachkriegs-Trümmerfilm Wohin die Züge fahren, als Titelheldin in der Verfilmung von Theodor Fontanes nachgelassenem Roman Mathilde Möhring unter dem Titel Mein Herz gehört Dir (1944/50) oder neben Ewald Balser in Sauerbruch – Das war mein Leben (1954) und besonders als Anna John in Robert Siodmaks Verfilmung der naturalistischen Tragikomödie Die Ratten von Gerhart Hauptmann an der Seite von Curd Jürgens und Maria Schell.
In erster Linie war Hatheyer jedoch eine große Menschendarstellerin auf der Bühne. Ab 1955 war sie bis 1983 ständiges Mitglied am Zürcher Schauspielhaus und brillierte in der Welturaufführung von William Faulkners Requiem für eine Nonne. Der Roman war von Albert Camus als Requiem pour une nonne dramatisiert worden, und mit der Zürcher Premiere am 20. Oktober 1955 kam das Stück in deutscher Übersetzung früher als in der französischen Originalfassung auf die Bühne. Hatheyer spielte aber auch die Mutter Courage wieder bei Gustaf Gründgens, nun in Düsseldorf, wo sie bis 1957 zum Ensemble gehörte, sie wirkte nach 1965 in Hamburg am Deutschen Schauspielhaus bei Oscar Fritz Schuh und spielte die Medea und die Lady Macbeth am Wiener Burgtheater, in dem sie 1960 bis 1968 wiederholt spielte und 1984 noch einmal als Gast auftrat.

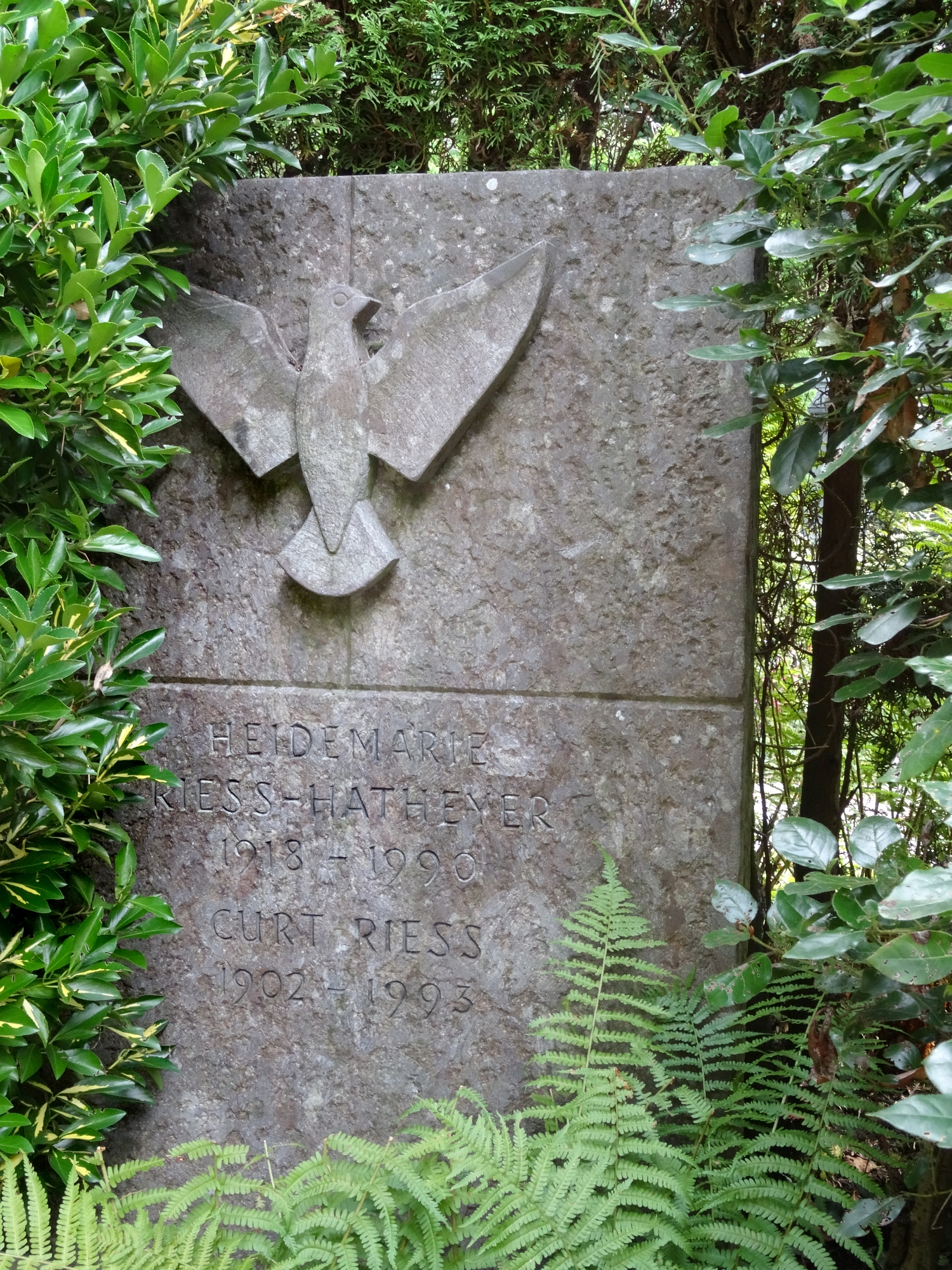
Grab, Friedhof Enzenbühl in Zürich.

Ausgezeichnet wurde die Bühnenschauspielerin mit der Wiener Josef-Kainz-Medaille und dem österreichischen Grillparzer-Ring sowie mit der Ernennung zur Staatsschauspielerin durch den Berliner Senat; die Filmschauspielerin erhielt 1984 das Deutsche Filmband in Gold des Deutschen Filmpreises („Bundesfilmpreis“) für „langjähriges und hervorragendes Wirken im deutschen Film“ und nochmals 1989 in der Kategorie „Darstellerische Leistungen“ als beste Schauspielerin in Martha Jellneck (1988) nach gut zwanzigjähriger Abwesenheit von der Kinoleinwand, eine Absenz in den Jahren des „neuen deutschen Films“, für die ihr Publikum jedoch nicht nur durch ihre umfangreiche Schauspieltätigkeit auch auf Tourneen und bei Festspielen wie in Salzburg, Bad Hersfeld oder Recklinghausen im Ruhrgebiet, sondern auch durch ihre Arbeit für das Fernsehen entschädigt wurde, wo sie auch in einer Reihe anspruchsvoller TV-Produktionen – Grillparzers Medea in der Regie von Leopold Lindtberg (1962), der Elektra von Sophokles (ORF 1963) wie jener von Jean Giraudoux (ZDF 1964), Max Frischs Andorra (NDR 1964), Carl Zuckmayers Kranichtanz (SF 1967) oder Tankred Dorsts Auf dem Chimborazo (WDR 1976) – zu sehen war.
Heidemarie Hatheyer war in erster Ehe mit dem Regisseur, Redakteur und Autor Wilfried Feldhütter (1904–2000) und ab dem 20. Oktober 1952 in zweiter Ehe mit dem Schriftsteller und Journalisten Curt Riess (1902–1993) verheiratet, der „der Frau mit den hundert Gesichtern“ mit seinem „Requiem für Heidemarie Hatheyer“ ein bleibendes Denkmal setzte. Sie hatte zwei Töchter aus erster Ehe, Veronika und Regine Feldhütter (1942–1980), die unter dem Pseudonym Regine Felden als Schauspielerin arbeitete und mit der sie auch gemeinsam, zum Beispiel als Mutter und Tochter im Kinofilm Glücksritter (1957), vor der Kamera stand. Ihre Enkelin ist ebenfalls Schauspielerin.
Sie ruht auf dem Friedhof Enzenbühl (FG 81093) in Zürich an der Seite ihres zweiten Gatten.

## Filmografie
- 1937: Der Berg ruft
- 1938: Frau Sixta
- 1938: Zwischen Strom und Steppe
- 1939: Ein ganzer Kerl
- 1940: Die Geierwally
- 1941: Ich klage an
- 1942: Die Nacht in Venedig
- 1942: Der große Schatten
- 1943: Man rede mir nicht von Liebe
- 1944/50: Mein Herz gehört Dir
- 1944/50: Die Schuld der Gabriele Rottweil
- 1945: Die Jahre vergehen
- 1949: Wohin die Züge fahren
- 1949: Begegnung mit Werther
- 1950: Dieser Mann gehört mir
- 1950: Der Mann, der zweimal leben wollte
- 1950: Vom Teufel gejagt
- 1951: Dr. Holl
- 1952: Das letzte Rezept
- 1952: Mein Herz darfst Du nicht fragen
- 1952: Ferientage – einmal anders (Kurzfilm)
- 1953: Pünktchen und Anton
- 1954: Sauerbruch – Das war mein Leben
- 1955: Liebe ohne Illusion
- 1955: Die Ratten
- 1955: Du darfst nicht länger schweigen
- 1956: Die Ehe des Dr. med. Danwitz
- 1956: Skandal um Dr. Vlimmen
- 1956: Der Meineidbauer
- 1957: Glücksritter
- 1957: … und führe uns nicht in Versuchung
- 1958: Die letzte Station (Fernsehfilm)
- 1958: Solange das Herz schlägt
- 1959: Leonor (Fernsehfilm)
- 1959: Blühende Träume (Fernsehfilm)
- 1960: Die Familie (Fernsehfilm)
- 1961: Ruf der Wildgänse
- 1962: Medea (Fernsehfilm)
- 1963: Elektra (von Sophokles) (Fernsehfilm)
- 1964: Elektra (von Giraudoux) (Fernsehfilm)
- 1964: Andorra (Fernsehfilm)
- 1964: Heiß weht der Wind
- 1967: Kranichtanz (Fernsehfilm)
- 1975: Rest des Lebens – Die Herausforderung (Fernsehfilm)
- 1977: Auf dem Chimborazo (Fernsehfilm)
- 1977: Sonderdezernat K1 – Der Tod des Schrankenwärters (Krimiserie)
- 1977: Halbzeit (Fernsehserie)
- 1978: Spannende Geschichten – Er läßt die Hand küssen (Fernsehserie)
- 1979: Tatort: Mord im Grand-Hotel (Fernsehreihe)
- 1979: Wunder einer Nacht (Fernsehserie)
- 1979: Ein Abend mit Labiche (Fernsehserie)
- 1980: Pariser Geschichten (Fernsehserie)
- 1988: Martha Jellneck
- 1990: Diese Drombuschs (Fernsehserie)

## Auszeichnungen und Ehrungen
- 1961: Josef-Kainz-Medaille der Stadt Wien für ihre Verdienste um das Theater durch ihre Darstellung der Medea in der Grillparzer-Trilogie Das goldene Vlies am Burgtheater
- 1963: Ernennung zur Staatsschauspielerin durch den Senat von Berlin
- 1967: Grillparzer-Ring des Österreichischen Bundesministers für Unterricht und Kunst
- 1984: Filmband in Gold für langjähriges und hervorragendes Wirken im deutschen Film
- 1989: Filmband in Gold (Kategorie: Darstellerische Leistungen) für Martha Jellneck
- 2008 schien sie in ihrer Heimatstadt Klagenfurt auf einer Liste von Personen auf, denen von einer Kommission zur Entnazifizierung von Straßennamen bescheinigt wurde, sie seien zwar „mehr als nur Mitläufer des NS-Schreckensregimes“ gewesen, nach ihnen benannte Straßen müssen aber nicht umgetauft werden.[10]